# Lịch Hội Thượng
Lịch Hội Thượng là một xã thuộc thành phố Cần Thơ, Việt Nam.

## Địa lý
Xã Lịch Hội Thượng có vị trí địa lý:
- Phía đông và phía bắc giáp xã Trần Đề
- Phía tây giáp xã Liêu Tú
- Phía nam giáp xã Vĩnh Hải.

Xã Lịch Hội Thượng có diện tích 48,99 km², dân số năm 2024 là 27.913 người, mật độ dân số đạt 569 người/km².

## Lịch sử
Dưới thời Việt Nam Cộng hòa, địa bàn thị trấn Lịch Hội Thượng hiện nay là nơi đặt quận lỵ quận Lịch Hội Thượng, tỉnh Ba Xuyên.
Sau năm 1975, quận Lịch Hội Thượng bị giải thể, địa bàn sáp nhập vào các huyện Long Phú và Mỹ Xuyên thuộc tỉnh Sóc Trăng. Lúc này, Lịch Hội Thượng chỉ còn là tên một xã thuộc huyện Long Phú.
Ngày 20 tháng 9 năm 1975, Bộ Chính trị ban hành Nghị quyết số 245-NQ/TW về việc hợp nhất tỉnh Cần Thơ (ngoại trừ huyện Thốt Nốt), tỉnh Sóc Trăng, tỉnh Trà Vinh, tỉnh Vĩnh Long thành một tỉnh, tên gọi tỉnh mới cùng với nơi đặt tỉnh lỵ sẽ do địa phương đề nghị lên.
Ngày 20 tháng 12 năm 1975, Bộ Chính trị ban hành Nghị quyết số 19/NQ về việc hợp nhất tỉnh Cần Thơ (bao gồm cả huyện Thốt Nốt của tỉnh Long Xuyên), tỉnh Sóc Trăng thành một tỉnh mới, tên gọi tỉnh mới cùng với nơi đặt tỉnh lỵ sẽ do địa phương đề nghị lên.
Ngày 24 tháng 2 năm 1976, Chính phủ Cách mạng lâm thời Cộng hòa miền Nam Việt Nam ban hành Nghị định số 3/NQ/1976 về việc hợp nhất tỉnh Cần Thơ, tỉnh Sóc Trăng và thành phố Cần Thơ thành một tỉnh mới, lấy tên là tỉnh Hậu Giang.
Ngày 26 tháng 12 năm 1991, Quốc hội ban hành Nghị quyết về việc chia tỉnh Hậu Giang thành tỉnh Cần Thơ và tỉnh Sóc Trăng.
Ngày 26 tháng 11 năm 2003, Quốc hội ban hành Nghị quyết số 22/2003/QH11 về việc chia tỉnh Cần Thơ thành thành phố Cần Thơ trực thuộc trung ương và tỉnh Hậu Giang.
Ngày 23 tháng 12 năm 2009, Chính phủ ban hành Nghị quyết số 64/NQ-CP về việc:
- Thành lập thị trấn Lịch Hội Thượng thuộc huyện Long Phú trên cơ sở điều chỉnh 2.078,80 ha diện tích tự nhiên và 13.231 người của xã Lịch Hội Thượng.
- Thành lập huyện Trần Đề thuộc tỉnh Sóc Trăng.
- Chuyển thị trấn Lịch Hội Thượng và xã Lịch Hội Thượng thuộc huyện Long Phú về huyện Trần Đề mới thành lập quản lý.

Sau khi điều chỉnh địa giới hành chính, xã Lịch Hội Thượng còn lại 2.827,53 ha diện tích tự nhiên và 7.814 người.
Tính đến ngày 31/12/2024:
- Thị trấn Lịch Hội Thượng có 5 ấp: Châu Thành, Giồng Giữa, Hội Trung, Phố Dưới B, Sóc Lèo B.
- Xã Lịch Hội Thượng có 3 ấp: Nam Chánh, Phố Dưới, Sóc Lèo.

Ngày 12 tháng 6 năm 2025, Quốc hội ban hành Nghị quyết số 202/2025/QH15 về việc sắp xếp đơn vị hành chính cấp tỉnh (nghị quyết có hiệu lực từ ngày 12 tháng 6 năm 2025). Theo đó, sáp nhập tỉnh Hậu Giang và tỉnh Sóc Trăng vào thành phố Cần Thơ.
Ngày 16 tháng 6 năm 2025, Ủy ban Thường vụ Quốc hội ban hành Nghị quyết số 1668/NQ-UBTVQH15 về việc sắp xếp các đơn vị hành chính cấp xã của thành phố Cần Thơ năm 2025 (nghị quyết có hiệu lực từ ngày 16 tháng 6 năm 2025). Theo đó, sáp nhập toàn bộ 20,84 km² diện tích tự nhiên, quy mô dân số là 17.713 người của thị trấn Lịch Hội Thượng vào toàn bộ 28,15 km² diện tích tự nhiên, quy mô dân số là 10.200 người của xã Lịch Hội Thượng thuộc huyện Trần Đề, tỉnh Sóc Trăng.
Xã Lịch Hội Thượng có 48,99 km² diện tích tự nhiên và quy mô dân số là 27.913 người.